# Forfoleda

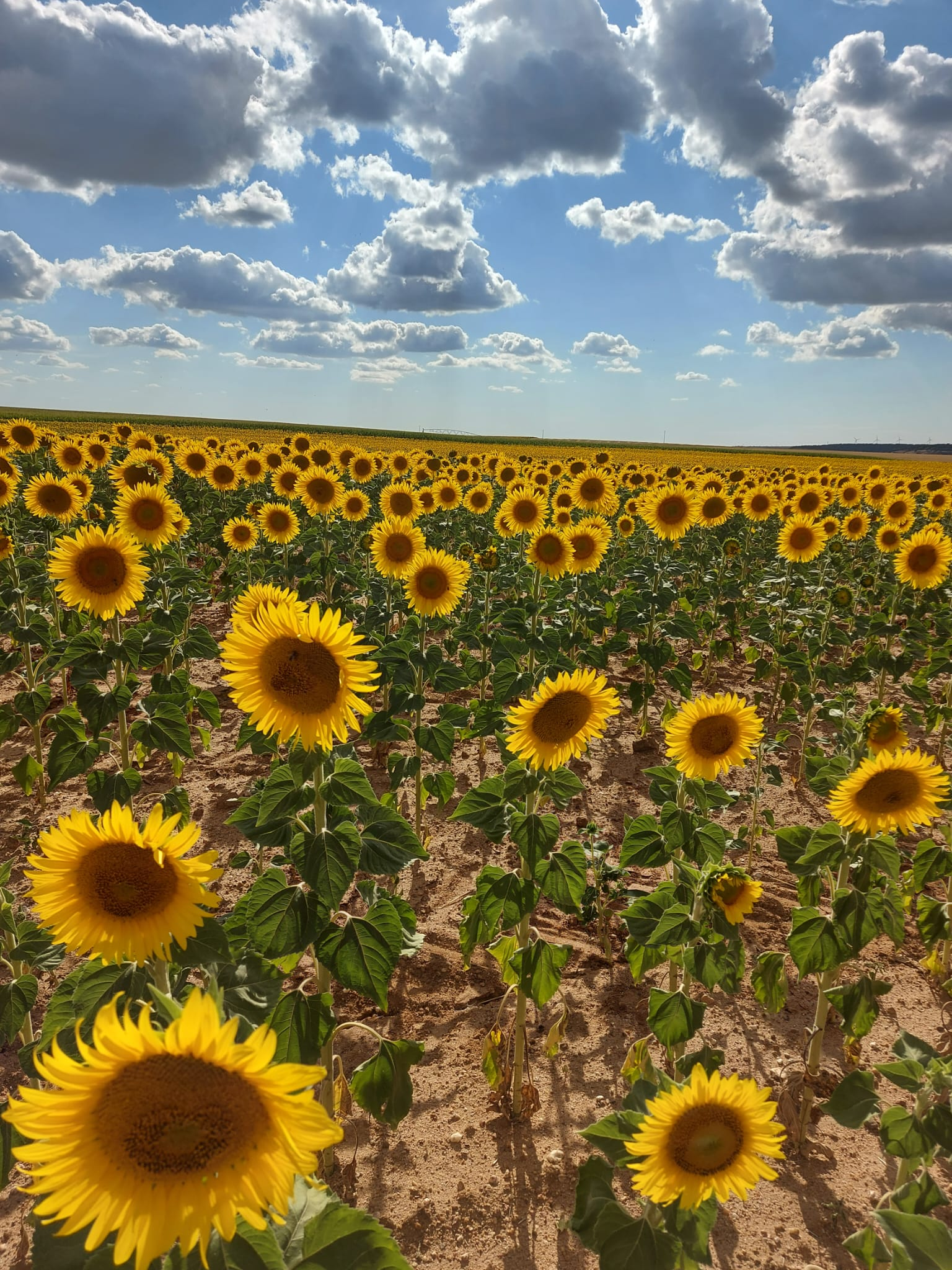
Cultivo de girasoles en Forfoleda

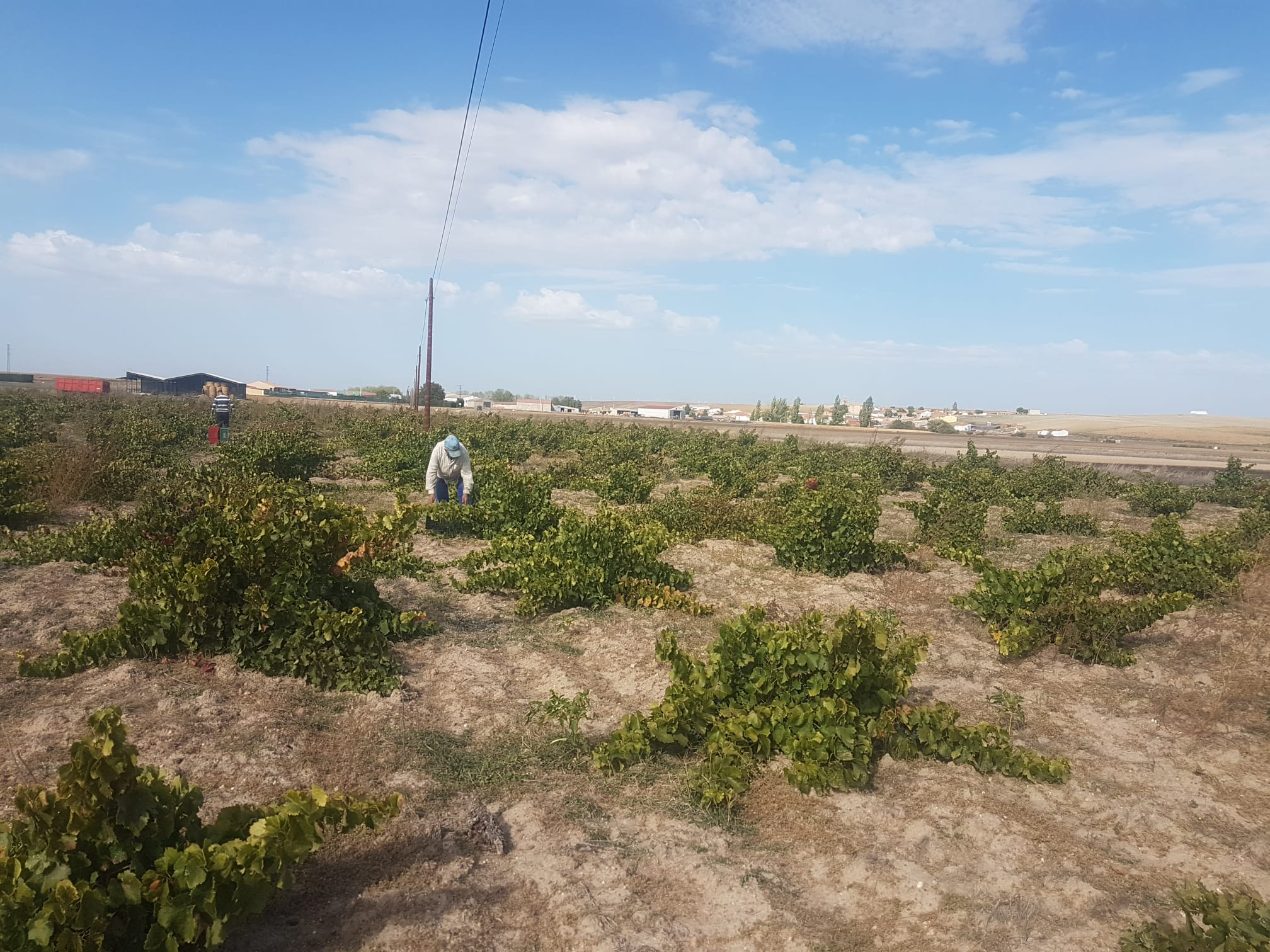
Viñedo en Forfoleda, en la Denominación de Origen Tierra del Vino de Zamora

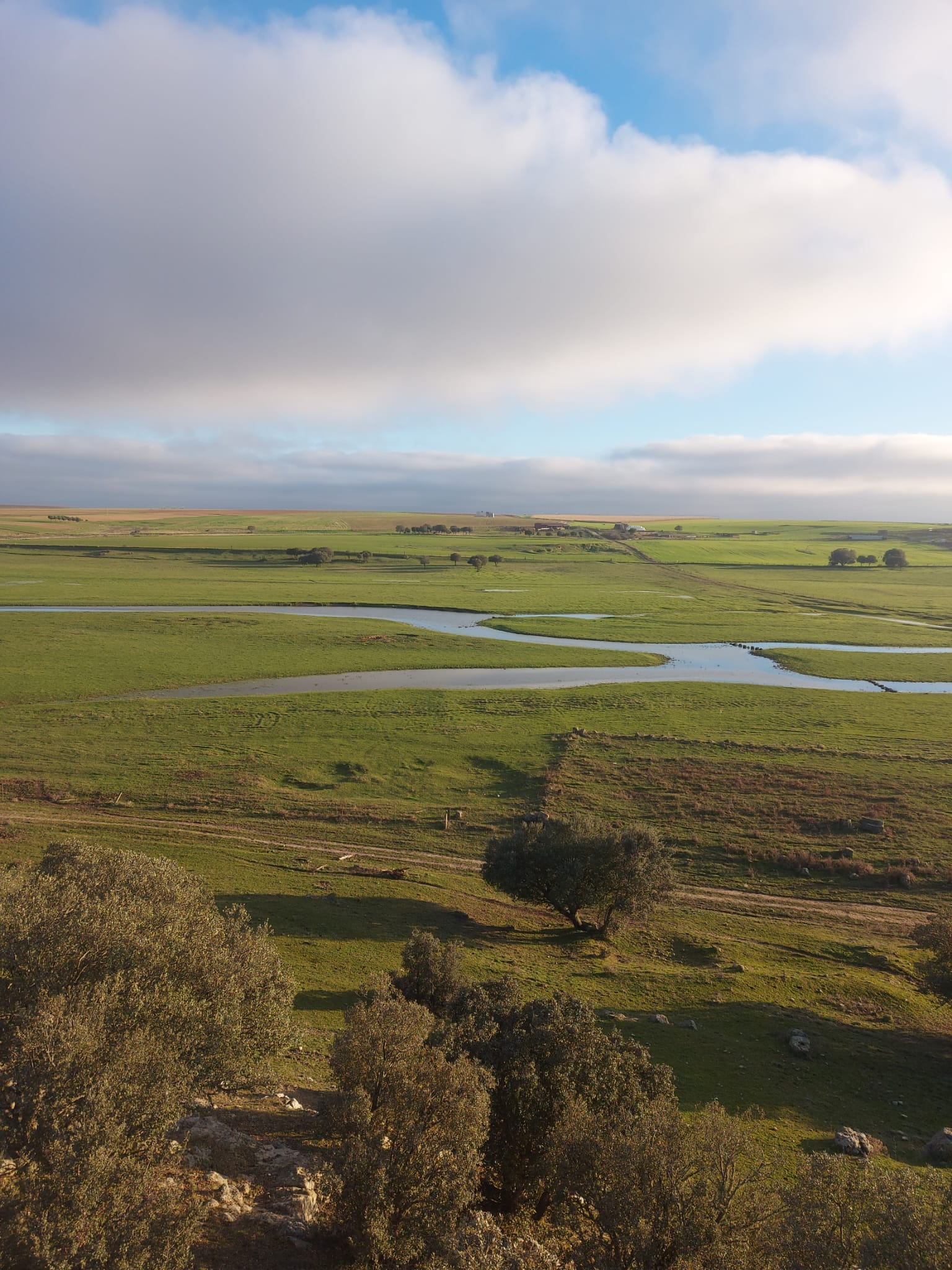
La Ribera de Cañedo desde la finca Casablanca de Arriba

Forfoleda es un municipio y localidad española de la provincia de Salamanca, en la comunidad autónoma de Castilla y León. Se integra dentro de la comarca de La Armuña. Pertenece al partido judicial de Salamanca y a la Mancomunidad Comarca de Ledesma. Su término, en el que fue muy abundante el viñedo, se encuentra dentro de la Denominación de Origen Tierra del Vino de Zamora junto con otros diez municipios salmantinos. En el pueblo aún hay varias bodegas familiares excavadas en la roca.
Su término municipal está formado por las localidades de Forfoleda y Santibáñez del Cañedo, ocupa una superficie total de 38,07 km² y según los datos demográficos recogidos en el padrón municipal elaborado por el INE en 2017, cuenta con una población de 192 habitantes.
El término cuenta con gran riqueza forestal y paisajística en su zona norte. Donde abundan encinas, jaras, robles y se hallan algún que otro alcornoque junto al término de Valdelosa, donde se sitúa el mayor alcornocal de Europa. Esta riqueza paisajística y la variedad orográfica hacen de Forfoleda un excelente enclave para iniciar rutas de senderismo y bicicleta de montaña que se adentren en los términos limítrofes e incluso en la provincia de Zamora.

## Toponimia
El topónimo se inscribe dentro del amplio campo de apelativos originados alrededor de latín MĂLU- FŎLĬU-, plural (con valor abundancial o de materia) MĂLA FŎLĬA ‘malas hojas’ y FALSA FŎLĬA ‘hojas falsas’; se trataría pues de un *Farfolleda > Forfolera. Compárese el topónimo menor de Trabanca Perifollar, transcrito Farafollar en la edición más antigua del Mapa Topográfico Nacional, cerca de Rebollera. Este grupo etimológico ha evolucionado de forma conjunta, dando lugar a un abundante léxico dialectal, con acepciones que suelen contener las notas de ‘hojarasca’, ‘planta parásita; muérdago’, ‘planta de hojas grandes’, ‘ramón para follaje del ganado’. En particular, se deriva de esta base el nombre del melojo ‘roble de hojas grandes, Quercus pyrenaica Willd.’. El escepticismo de Corominas (DCECH) ante la posibilidad de vincular el cast. farfolla a lat. FOLIA se debe a que sólo considera el sintagma MĂLA FŎLĬA, desatendiendo la posibilidad de un FALSA FŎLĬA convertido en farfolla por proclisis. En el área salmantina son abundantes los topónimos derivados de *marajo, *marafo ‘hojato, ramón’. Esta serie es comparable en lo semántico a los frecuentes Ramajal (Mayalde), El Ramajal (Trabanca) o La Ramajera (La Peña); la referencia dominante no es al uso de las ramas para leña, sino al aprovechamiento de la hoja como alimento del ganado. Por lo tanto, Forfoleda parece un colectivo vegetal; y la especie aludida, con bastante probabilidad, es el melojo o rebollo, percibido ante todo como productor de ramón, recurso muy usado antes y aún ahora como forraje para el ganado: es el caso del nombre de la comarca La Ramajería en la provincia de Salamanca. Forfolera < *farfollera sería en todo comparable al nombre del paraje de umbría boscosa junto al Esla Marfollera, éste desde *marfolla ‘hojato, ramón, especialmente de roble’.

## Historia
Su fundación se remonta a la repoblación efectuada por los reyes de León en la Edad Media, quedando integrado en el cuarto de Armuña de la jurisdicción de Salamanca, dentro del Reino de León, denominándose entonces Forfolera. Con la creación de las actuales provincias en 1833, Forfoleda quedó encuadrado en la provincia de Salamanca, dentro de la Región Leonesa.
En el diccionario de Miñano se indica lo siguiente:
"L. R. de España, prov., partido y obispado de Salamanca , cuarto de Armuña. A. P., 6o vecinos, 248 habit, 1 parroquia. Parte de la población está en una altura, y el resto en lo bajo por donde pasa un riachuelo que se estiende por una dilatada ribera abundante en pastos. Tiene por sufraganea la Alquería de Casablanca con un vecino, y solo destinada para pastos. Le baña otro arroyuelo y tiene un monte de encina. Produce toda clase de granos, semillas y legumbres. Dist. 3 leguas de la capital. (Contr. 1,770 rs. 21 mrs.)"
En el Madoz (1845-1850), Forfoleda queda descrita como sigue:
"Lugar con ayuntamiento  al que está agregada la alq. de Casablanca, en la provincia, diócesis  y partido  judicial  de Salamanca (3 leg.), aud.  terr.  y c g. de Valladolid. SIT.  parte en una altura y parte en terreno bajo en las inmediaciones de la rivera de Cañedo, en la que á corta distancia se reúne otro arroyuelo que pasa inmediato al pueblo , con buen CLIMA y libre ventilación. Consta de 75 CASAS de mediana construcción entre cuyos edificios se ve la iglesia  parr.  (Sto.  Tomás) servida por un cura beneficiado de segundo ascenso, un sacristán y un monaguillo. El término  confina al N. con Casablanca; E. Santibañez de Cañedo y Calzada de Valdunciel; S. Valcuebo y Valberdon , y O. con Torres Menudas pasa por él la rivera y arroyo arriba mencionado, teniendo 2 manantiales que surten de agua á los vecindad.  El TERRENO es de buena calidad y comprende 3,819 huebras de tierra, parte de ellas de labor y otra para pastos y el que ocupa el monte de encina.  Los CAMINOS conducen á los pueblos limítrofes en mal estado, PROD.  toda clase de cereales en número de 6 á 7,000 fan.  anuales; hay 310 cabezas de ganado lanar churro, 124 del cerdoso, 68 del asnal y 172 del vacuno, del cual 160 reses están destinadas á la agricultura. POBL.  64 vec, 300 almas  CAP.  TERR.  PROD.  8,500 reales  IMP.  425. Valor de los puestos públicos 3,401 reales".

## Geografía humana

### Demografía
Cuenta con una población de 204 habitantes (INE 2024).
| Gráfica de evolución demográfica de Forfoleda entre 1842 y 2021                                                       |
| |
| Población de derecho según los censos de población del INE. Población de hecho según los censos de población del INE. |

### Núcleos de población
El municipio se divide en dos núcleos de población, que poseían la siguiente población en 2019 según el INE.
| Núcleo de población   | Población |
| --------------------- | --------- |
| Forfoleda             | 188       |
| Santibáñez del Cañedo | 5         |

### Transportes
Hasta la capital municipal discurre la carretera DSA-510 que permite comunicar con los vecinos Torresmenudas y Calzada de Valdunciel, donde existe una salida de la autovía Ruta de la Plata que une Gijón con Sevilla y permite dirigirse tanto a Zamora y el norte peninsular como a la capital provincial y el sur del país. La mencionada carretera DSA-510 permite también el enlace con la N-630, de igual recorrido que la autovía, al desembocar en ella.
No existen comunicaciones de autobús regulares ni servicios ferroviarios y el aeropuerto más cercano es el aeropuerto de Salamanca, a 45 km de distancia.

## Cultura

### Fiestas
Las fiestas patronales de Forfoleda se suelen celebrar el primer fin de semana de julio en honor a la patrona del pueblo Santa Isabel. Otras festividades son la Fiesta del Cristo que suele celebrar el primer fin de semana de septiembre o bien a finales de agosto. A destacar también el Día de Santa Bárbara en junio

### Arquitectura
La construcción más notable de la villa es su iglesia parroquial. Dedicada a Santo Tomás, es de origen románico (siglo XII). De esta época sólo se conserva la portada y uno de los arcos interiores, con unos capiteles con motivos geométricos y animales de gran interés. La edificación ha sufrido varias reformas en los siglos XVI, XVIII y XIX. Se organiza en una sola nave, dividida en tres tramos individualizados por arcos de diafragmas semicirculares, cubiertos con madera, más una capilla mayor con ábside ultrasemicircular que, al parecer, está reconstruido. 
Lo más interesante de esta iglesia son los capiteles románicos del arco toral. Uno de ellos representa dos leones con una cabeza común y una arpía, similar a uno de los capiteles de la iglesia de San Martín de Salamanca; y el otro un basilisco y dos águilas. Sobre cada uno de ellos, cimacios decorados con hojas inscritas en círculos que recuerdan a labores de la catedral vieja. 
https://www.romanicodigital.com/sites/default/files/pdfs/files/salamanca_FORFOLEDA.pdf

## Administración y política
| Partido político                         | 2019  | 2019  | 2019       | 2015  | 2015  | 2015       | 2011  | 2011  | 2011       | 2007  | 2007  | 2007       | 2003  | 2003  | 2003       |
| Partido político                         | %     | Votos | Concejales | %     | Votos | Concejales | %     | Votos | Concejales | %     | Votos | Concejales | %     | Votos | Concejales |
| Partido Popular (PP)                     | 75,37 | 101   | 5          | 68,61 | 94    | 5          | 74,17 | 112   | 5          | 78,66 | 129   | 4          | 69,61 | 126   | 5          |
| Partido Socialista Obrero Español (PSOE) | 6,72  | 9     | 0          | 11,68 | 16    | 0          | 7,28  | 11    | 0          | 7,93  | 13    | 0          | 27,07 | 49    | 2          |
| Coalición SI por Salamanca (SI)          | —     | —     | —          | —     | —     | —          | 21,85 | 33    | 0          | —     | —     | —          | —     | —     | —          |
| Unión del Pueblo Salmantino (UPSa)       | —     | —     | —          | —     | —     | —          | —     | —     | —          | 15,85 | 26    | 1          | —     | —     | —          |